# Tarzana
Tarzana é um distrito situado na cidade de Los Angeles na Califórnia, Estados Unidos.